# Île de Nicholls
Pour les articles homonymes, voir Nicholls.
L'île de Nicholls (en anglais : Nicholls Island) est une île à quelques centaines de mètres au large de Bimbia au Cameroun. 
Elle a servi de point d'embarquement pour les esclaves capturés sur la côte camerounaise, près de Bimbia. Emprisonnés dans les cases des esclaves à Bimbia, ils étaient ensuite transportés en pirogue depuis le port négrier de Bimbia vers l'île de Nicholls où la profondeur des eaux permettait au bateau négrier d'accoster.
Le lieu est une sorte d´antichambre avant le grand voyage vers l´inconnu. Les esclaves y restaient jusqu'à ce que le bateau qui devait les transporter arrive.
Sur cette île est signé le traité entre William Ier de Bimbia,,, et les commerçants britanniques.